# قوانین کلاه ایمنی دوچرخه

بدون محدودیت قانونی
دارای قوانین محلی
فقط کودکان
قوانین جزئی اعمال می‌شود
اجباری ولی بدون جریمه
اجباری

کلاه ایمنی دوچرخه نوعی کلاه ایمنی است که برای کاهش ضربه به سر یک دوچرخه سوار در هنگام سقوط طراحی می‌شود در حالی که عوارض جانبی مانند تداخل در دید محیطی را به حداقل می‌رساند. تحقیقات علمی در مورد میزان حفاظت ارائه شده توسط کلاه ایمنی دوچرخه در صورت تصادف و تأثیرات استفاده از کلاه ایمنی بر رفتار دوچرخه سوار و راننده وسایل نقلیه در حال انجام است.
کلاه ایمنی دوچرخه معمولاً باید دارای وزن کمی باشد و تهویه کافی داشته باشد زیرا دوچرخه سواری می‌تواند یک فعالیت هوازی شدید باشد که به‌طور قابل توجهی دمای بدن را افزایش می‌دهد. شکل غالب کلاه ایمنی تا دهه ۱۹۷۰ سبک چرمی بود. سبک‌های قدیمی چرمی کلاه دوچرخه سواری فقط حداقل محافظت در برابر ضربه را دارد و عمدتاً توسط دوچرخه سواران مسابقه ای مورد استفاده قرار می‌گرفت.
کلاه‌های ایمنی نسل جدید از توسعه آسترهای فوم پلی استایرن منبسط شده همانند کلاه ایمنی موتورسواری و دارای پوسته‌های پلاستیکی سخت پلی کربنات بودند.
کلاه ایمنی ۶۳ تا ۸۸٪ خطر آسیب مغزی را کاهش می‌دهد. کلاه ایمنی از سطح محافظتی در برابر تصادفات مربوط به وسایل نقلیه موتوری (۶۹٪) و تصادفات ناشی از سایر علل (۶۸٪) کاهش خواهد داد. همچنین ۶۵٪ آسیب‌های نواحی فوقانی و میانی صورت را کاهش می می‌دهد.
قوانین
کمیسیون ایمنی کالاهای مصرفی ایالات متحده (CPSC) هشدار داده‌است که کودکان نباید هنگام استفاده از تجهیزات و کلاه ایمنی دوچرخه سواری زمین بازی را ترک کنند، زیرا بند کلاه ایمنی می‌تواند خطرناک باشد و باعث خفگی کودکان شود. بالا رفتن از یک درخت در زمانی که کودکان کلاه ایمنی دوچرخه سواری را بر سر داشته باشند می‌تواند بسیار خطرناک باشد.
از سال ۱۹۹۶ استفاده از کلاه ایمنی برای تمامی دوچرخه سواران حرفه ای اجباری شد و دوچرخه سوارانی که کلاه ایمنی بر سرنداشتند اجازه شرکت در مسابقات به آنها داد نشد همچنین دوچرخه سواران حرفه ای اجازه برداشتن کلاه ایمنی در مسیر مسابقه را ندارند.
قوانین استفاده از کلاه ایمنی در شهرهای دنیا متفاوت است در بعضی از شهرهای اروپایی به دلیل سرعت میانگین پایین دوچرخه سواران شهری و ایمنی بالا مسیرها استفاده از کلاه ایمنی اختیاری است.